# IAR-823
Die IAR-823 ist ein rumänisches Mehrzweckflugzeug für  zivile und militärische Aufgaben.

## Geschichte
Die Konstruktionsarbeiten begannen 1970 unter der Leitung von Radu Manicatide. Ein Jahr später begann im IAR-Werk Brașov der Bau des Prototyps, der am 10. Juni 1973 erstmals flog. Nach Abschluss der erfolgreichen Erprobung wurde das Muster zur Serienproduktion freigegeben. Die IAR-823 wurde für verschiedene Aufgaben konstruiert. In der zweisitzigen Ausführung kann sie als kunstflugtaugliches Sportflugzeug verwendet werden, ohne Bestuhlung als Transporter für bis zu 400 kg Fracht. Es existiert eine viersitzige Reiseausführung wie auch eine Sanitätsversion mit Platz für eine Krankentrage und Sitz  für eine Begleitperson. Die rumänischen Luftstreitkräfte, die mit etwa 60 Stück den Großteil der gebauten Stückzahlen erhielten, nutzten das Modell als Navigations- und Instrumententrainer sowie für die Nachtflugausbildung. Die restlichen IAR-823 wurden an Fliegerklubs geliefert. Die Produktion in Brașov endete 1983 nach 78 gebauten Exemplaren.

## Aufbau
Die IAR-823 ist ein Tiefdecker in Ganzmetall-Halbschalenbauweise mit freitragendem, ebenfalls aus Metall bestehendem Trag- und Leitwerk. Die Tragfläche ist mit einem Holm und Nebenholm, das Höhenruder mit Trimmklappen ausgerüstet. Die Auftriebs- bzw. Landeklappen werden elektrisch betätigt. Das Bugradfahrwerk ist elektrisch einziehbar gestaltet, ölpneumatisch gefedert und besitzt Hydraulikbremsen. Das Bugrad ist steuerbar ausgeführt.

## Technische Daten

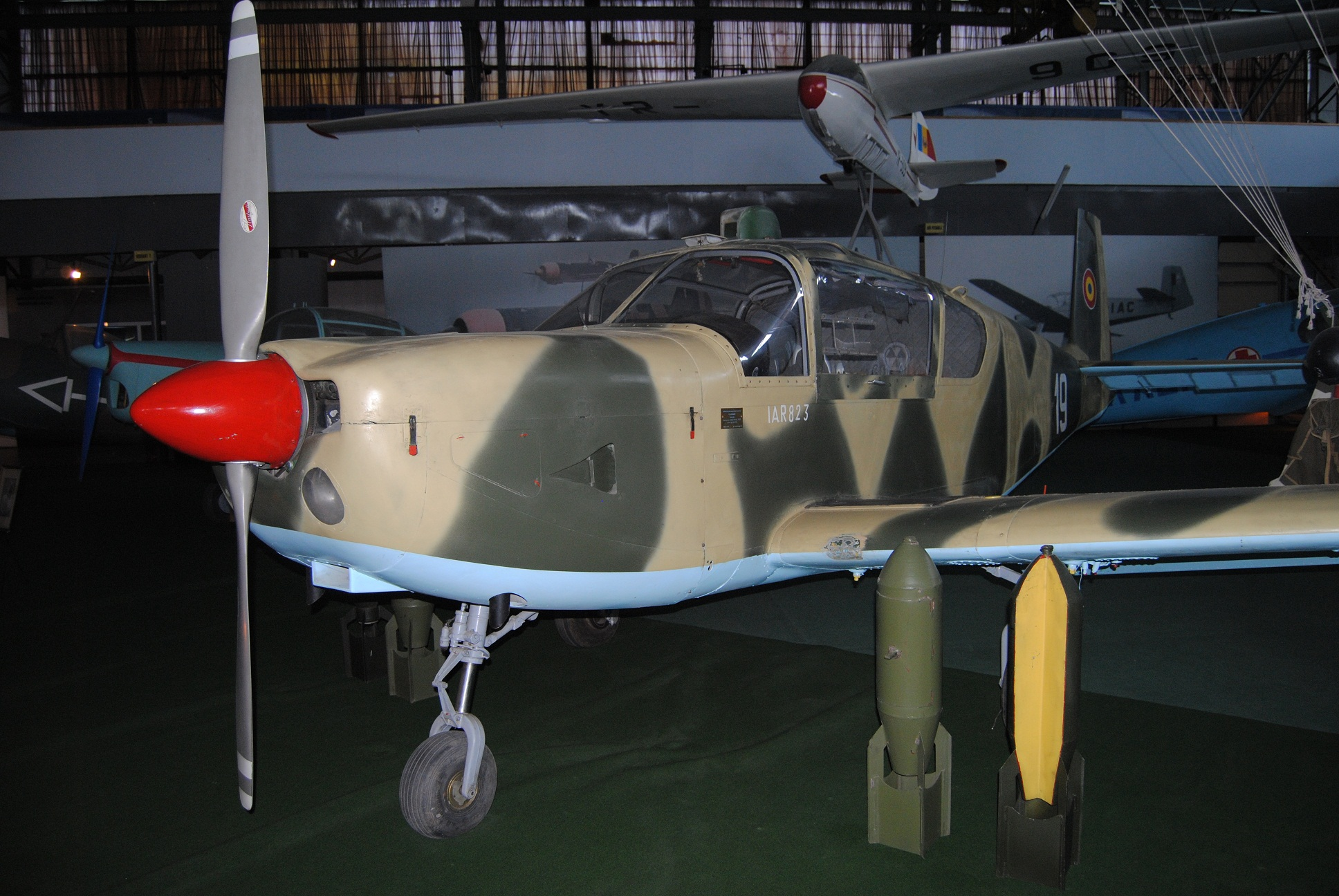
IAR-823 der rumänischen Luftstreitkräfte im Luftfahrtmuseum in Bukarest

| Kenngröße               | Daten                                                                  |
| ----------------------- | ---------------------------------------------------------------------- |
| Besatzung               | 1                                                                      |
| Passagiere              | 3                                                                      |
| Länge                   | 8,24 m                                                                 |
| Spannweite              | 10,00 m                                                                |
| Höhe                    | 2,52 m                                                                 |
| Flügelfläche            | 15,00 m²                                                               |
| Fahrwerkspurbreite      | 2,54 m                                                                 |
| Radstand                | 1,86 m                                                                 |
| Leermasse               | 880 kg                                                                 |
| Nutzlast                | 620 kg                                                                 |
| Startmasse              | 1500 kg                                                                |
| Flächenbelastung        | 100 kg/m²                                                              |
| Leistungsbelastung      | 5,17 kg/PS                                                             |
| Triebwerk               | ein luftgekühlter Sechszylinder-Boxermotor Lycoming IO-540-G1D5        |
| Leistung                | 216 kW (290 PS)                                                        |
| Luftschraube            | Zweiblatt-Metall-Verstellluftschraube Hartzell mit konstanter Drehzahl |
| Höchstgeschwindigkeit   | 300 km/h in Bodennähe                                                  |
| Reisegeschwindigkeit    | 280 km/h (maximal) 245 km/h (wirtschaftlich)                           |
| Mindestgeschwindigkeit  | 95 km/h                                                                |
| Steigleistung           | 7,5 m/s                                                                |
| Start-/Landerollstrecke | 230 m / 200 m                                                          |
| Dienstgipfelhöhe        | 5800 m                                                                 |
| Reichweite              | 1350 km mit vollem Tankinhalt 700 km mit voller Nutzlast               |